# Marktzeuln

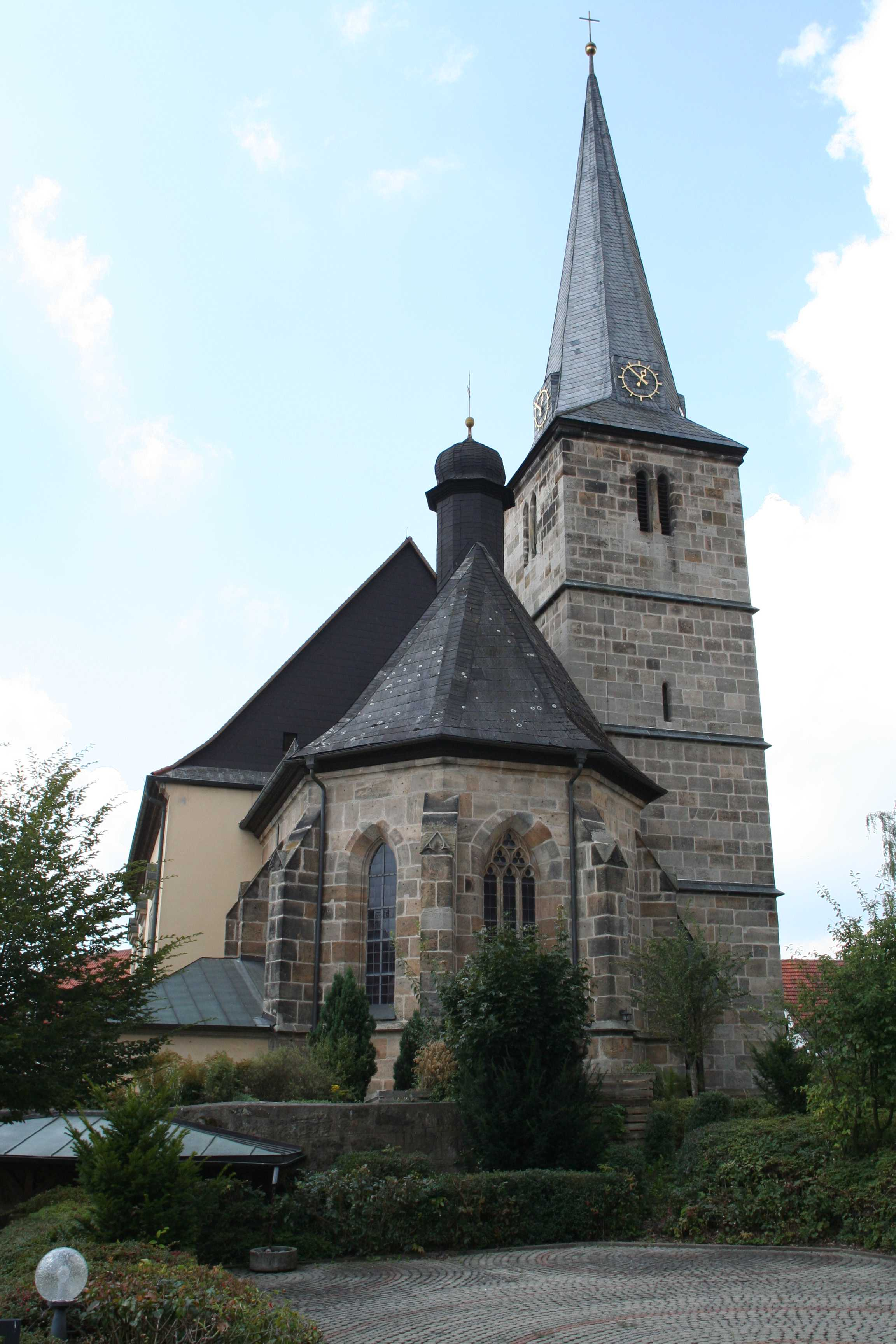
Marktzeuln

Stema

Marktzeuln este o comună-târg din districtul  Lichtenfels, regiunea administrativă Franconia Superioară, landul Bavaria, Germania.